# Monastyr Rusanu

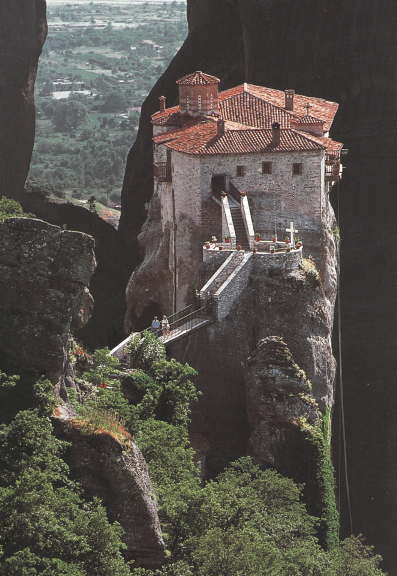
Monastyr Rusanu

Monastyr Rusanu (gr. Μονή Ρουσάνου, trl. Moni Roussanou) – grecki monastyr wchodzący w skład kompleksu klasztornego Meteorów.
Żeński monastyr Rusanu położony jest w centrum Meteorów na wysokiej skale, zajmując praktycznie całą jej niewielką powierzchnię. Aby się do niego dostać, należy przejść po kamiennych, niezbyt stromych stopniach i po dwóch solidnych mostkach nad przepaścią.

## Nazwa
Geneza jego tradycyjnej nazwy jest nieznana. Przypuszcza się, że pochodzi od imienia ascety Roussanosa, żyjącego niegdyś na skale, choć również nie jest wykluczone, że upamiętnia dwóch mnichów ruskich, którzy jakoby go wybudowali. Druga nazwa monastyru brzmi Ajia Warwara (czyli św. Barbara), a święto tej patronki (4 grudnia) jest tam obchodzone szczególnie uroczyście, chociaż główna świątynia (katolikon) poświęcona jest Przemienieniu Pańskiemu.

## Historia
Początki klasztoru są nieznane. Niepotwierdzone historycznie wzmianki mówią o 1288 jako o roku powstania. Wiadomo natomiast, że w 1529 dwaj prawosławni hieromnisi Jozafat i Maksym, pochodzący z Janiny, wspięli się na skałę, gdzie zastali ruiny klasztoru. Za zgodą władz kościelnych postawili na nich nowe budynki: katolikon i cele. Wiadomo również, że w XVI wieku w monastyrze działała pracownia przepisywania manuskryptów. W 1757 klasztor stał się schronieniem dla Greków z Trikali uciekających przed Turkami, podobnie jak w 1897, kiedy posłużył za kryjówkę dla kilku rodzin z Kalampaki prześladowanych po wojnie grecko-tureckiej. Podczas II wojny światowej monastyr został obrabowany. Z bogatej biblioteki manuskryptów zachowało się jedynie 50 sztuk przechowywanych obecnie w klasztorze Świętego Stefana.
Monastyr został ponownie otwarty w 1971. W latach 80. XX w. przeprowadzono gruntowny remont i rekonstrukcję obiektu, a w 1988 klasztor został przekazany zakonnicom. Obecnie mieszka w nim 14 sióstr (stan na 2008).

## Architektura i zabytki
Monastyr został wybudowany na planie kwadratu, a swą dzisiejszą formę przybrał w trzecim ćwierćwieczu XVI w. Zabudowania klasztorne zajmują trzy poziomy: katolikon jest na środkowym, cele, pokoje gościnne, pokój przyjęć na wyższym, natomiast na niższym poziomie znajdują się pracownie i pomieszczenia gospodarcze.
Obecna główna świątynia monasterska pod wezwaniem Przemienienia Pańskiego wybudowany w stylu typowym dla architektury  Athosu, została wzniesiona w 1530 na fundamencie starszego obiektu sakralnego, który uległa samoczynnemu zniszczeniu z upływem lat. Freski z 1560 są wyrazistym przykładem późnobizantyjskiej epoki i zostały wykonane przez anonimowego artystę, prawdopodobnie ze szkoły kreteńskiej. Do najbardziej interesujących należą: Sąd Ostateczny, sceny męczeństw w narteksie, Zaśnięcie Matki Bożej w nawie (niemowlę trzymane na rękach przez Chrystusa symbolizuje niewinną duszę Bogurodzicy). W katholikonie znajduje się wizerunek strusiego jaja o następującej symbolice: struś jest jedynym ptakiem, który nie wysiaduje jaj, tylko obserwuje je z daleka do momentu, kiedy wyklują się młode. Podobnie Bóg czuwa nad wiernymi, póki się nie narodzą do wiary i nie zaczną iść za nim.

## Freski klasztorne – galeria

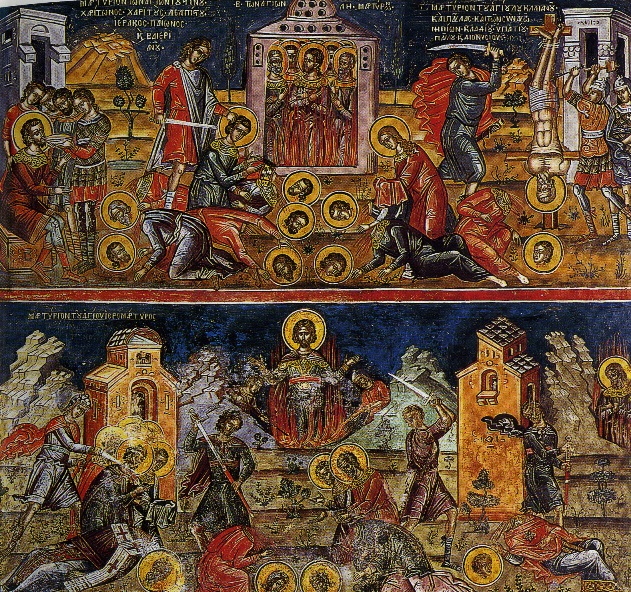
Sceny męczeństw
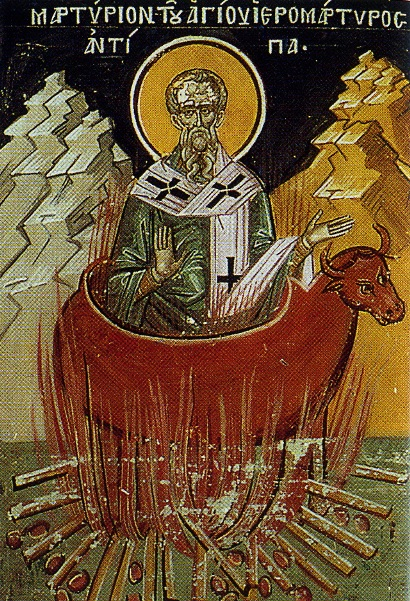
Scena męczeństwa świętego męża
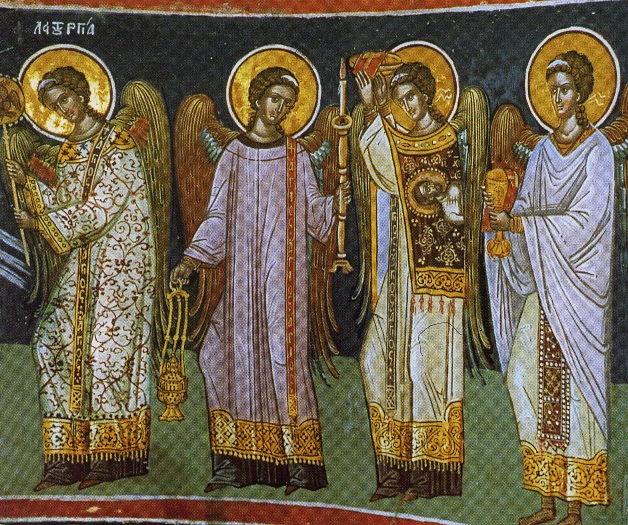
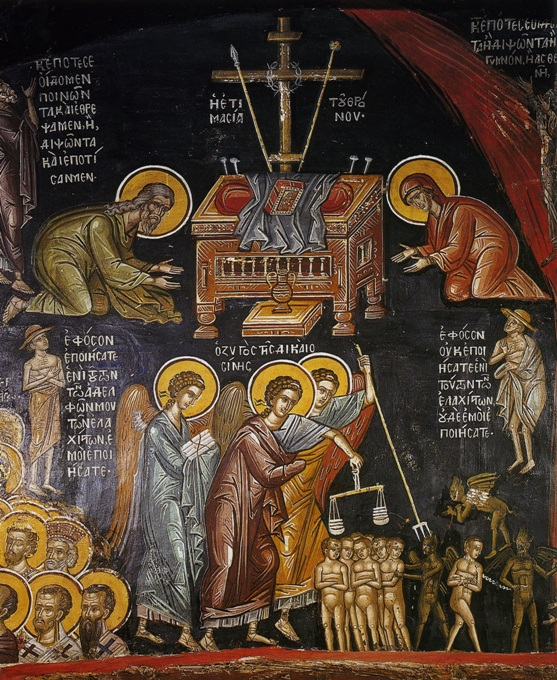
Sąd Ostateczny